# Battaglia di Gradisca
La battaglia di Gradisca fu uno scontro avvenuto il 19 marzo 1797 tra le truppe francesi dei generali Bernadotte e Sérurier e la guarnigione austriaca della cittadella, al comando del colonnello Augustinez. 

## Contesto storico
Le forze francesi invasero la Lombardia nel maggio 1796 e per sette mesi assediarono la fortezza di Mantova, tenuta da una consistente guarnigione austriaca. Nonostante i vari tentativi da parte dei vari comandanti austriaci di liberare la fortezza, il 2 febbraio 1797, il feldmaresciallo Wurmser decise di arrendersi, firmando le condizioni del generale Sérurier. Parallelamente a ciò, la divisione al comando di Victor sconfiggeva le forze papali a Faenza. Di lì a breve, lo Stato Pontificio firmò la pace con Napoleone a Tolentino, eliminando, almeno momentaneamente, le possibili intromissioni degli altri Stati italiani nelle operazioni militari francesi.

## Antefatti

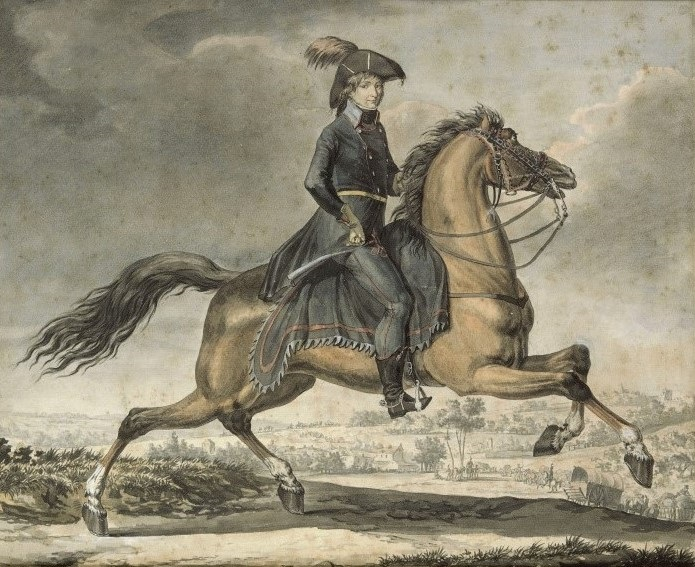
Bernadotte durante la Campagna d'Italia

Gli incredibili progressi di Napoleone sul fronte italiano avevano stravolto gli equilibri della guerra tra Francia ed Austria, che sul fronte tedesco era ferma in una fase di stallo. Riconoscendo la concreta possibilità di ottenere delle buone concessioni dalla corte asburgica, il Direttorio, seppur riluttante ad accontentare un generale ambizioso ed influente come Napoleone, decise di inviare lui una consistente parte delle Armate del Reno e della Mosa. Così, nel giro di un mese, gli uomini dell'Armata d'Italia passarono da poco più di 40 000 a quasi 80 000. Tra questi uomini, vi era anche il generale Bernadotte, ambizioso e capace generale, in precedenza lodato per il suo attraversamento invernale delle Alpi.
Avuti i rinforzi richiesti, Napoleone decise di seguire le indicazioni del Direttorio e di proseguire in un'offensiva: le forze di Joubert si occuparono del Tirolo mentre le restanti avrebbero marciato attraverso il Friuli.
Il 10 marzo, i francesi si misero in moto attraversando il Piave. Sei giorni dopo, i due eserciti si ritrovarono uno di fronte all'altro sul Tagliamento. Il nuovo comandante dell'esercito austriaco, l'Arciduca Carlo, decise di non ingaggiare i francesi, consapevole che non avrebbe ottenuto nulla di positivo dallo scontro, se non brevemente con l'intenzione di rallentarli. Ordinò ai suoi uomini di ritirarsi in due direzioni: una parte delle sue truppe avrebbe ripiegato direttamente verso l'Austria, passando per Tarvisio, mentre l'altra avrebbe seguito la valle dell'Isonzo.
Napoleone divise le sue forze: la divisione di Massena si diresse verso Pontebba e Tarvisio mentre Bernadotte e Sérurier avrebbero seguito gli austriaci lungo la valle dell'Isonzo. Il 17 marzo i francesi entrarono a Palmanova, facendone momentaneamente il proprio quartier generale. La sera del 18 marzo inviò gli ordini per la giornata seguente: Bernadotte ed i suoi uomini sarebbero dovuti scendere dal colle di Medea e prendere Gradisca mentre Chabot, in sostituzione di Sérurier, affetto da una ricaduta della malaria, avrebbe guardato l'Isonzo a Villesse e si sarebbe posizionato sul Carso, in modo da bombardare Gradisca dall'alto.
Fu offerta alla città di Gradisca la possibilità di arrendersi ed evitare la battaglia: rifiutarono. Le truppe che la occupavano erano state personalmente scelte dall'Arciduca Carlo.

## La battaglia

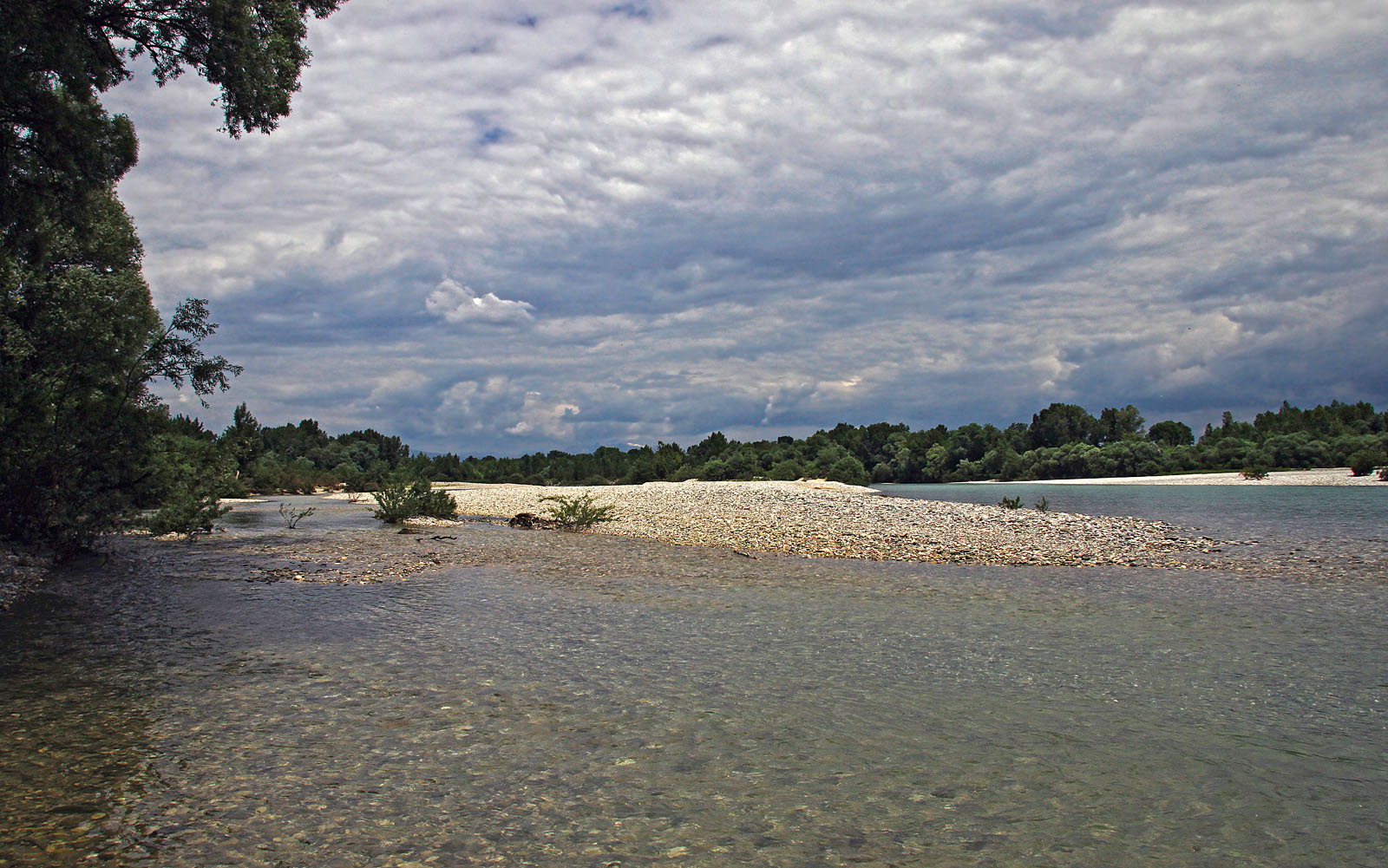
Fiume Isonzo, non lontano dal luogo del guado

Bernadotte, seguendo la procedura classica, preparò per le sue forze all' assalto della cittadina. Quello che i suoi uomini non sapevano era che Gradisca era una fortezza. Non avevano con sé i mezzi per affrontare al meglio quel genere di assedio, in particolare, pare non avessero le scale. I primi tentativi di assalto vennero respinti. Questi sono alcuni esempi dei tentativi fatti dagli uomini di Bernadotte: i francesi portarono due cannoni di fronte ad una delle porte della città, riuscendo a colpirla, salvo poi essere bersagliati dall'artiglieria austriaca; un ufficiale, seguito da un gruppo di genieri, riuscì a distruggere una porta a colpi di accetta, salvo poi scoprire che dall'altro lato il passaggio era stato ostruito da un cumulo di terra.
Parallelamente a ciò, le forze di Chabot stavano attraversando Villesse, in direzione della località Pra della Barca, dove si trovava un guado naturale. Napoleone in persona si recò sul luogo in giornata, seguendo gli spostamenti della divisione di Sérurier. Le truppe austriache che attendevano sul posto non posero grande resistenza: dopo qualche sporadico colpo, per la maggior parte si arresero subito o si diedero alla fuga. Per stessa ammissione dell'Arciduca Carlo, il comportamento delle truppe austriache fu tutt'altro che esemplare. Non trovando opposizione, i francesi raggiunsero rapidamente il colle di San Martino, di fronte alla città di Gradisca. Dall'altura riuscirono a bombardare la città efficacemente.
Quella stessa sera, una lettera di Bernadotte arrivò al colonnello Augustinetz, responsabile della fortezza: la resa o, quando la fortezza sarebbe caduta, i francesi non avrebbero fatto prigionieri. Ritenendo di aver compiuto il proprio dovere, nei limiti del possibile, Augustinetz decide di accettare la resa.

## Conseguenze
Gli austriaci persero 2 500 dei migliori soldati, tutti prigionieri dei francesi. Gli uomini di Bernadotte, invece, subirono circa 1 500 perdite, tra morti e feriti.
La presa della città di Gradisca scombussolò ulteriormente i piani dell'Arciduca Carlo, costretto a ritirare le proprie truppe dalla Carniola.
Il generale si diresse il giorno seguente da Napoleone, aspettandosi di ricevere delle lodi per la propria impresa. Così non fu. Napoleone si adirò immensamente con Bernadotte che aveva preso d'assalto la città invece che assediarla, mantenendosi a distanza e risparmiando la vita dei suoi uomini. Questo pare essere il primo episodio che testimonia l'inizio dei cattivi rapporti tra i due. 
Nel rapporto al Direttorio, invece, Napoleone si complimentò con il generale.

## Nella cultura di massa

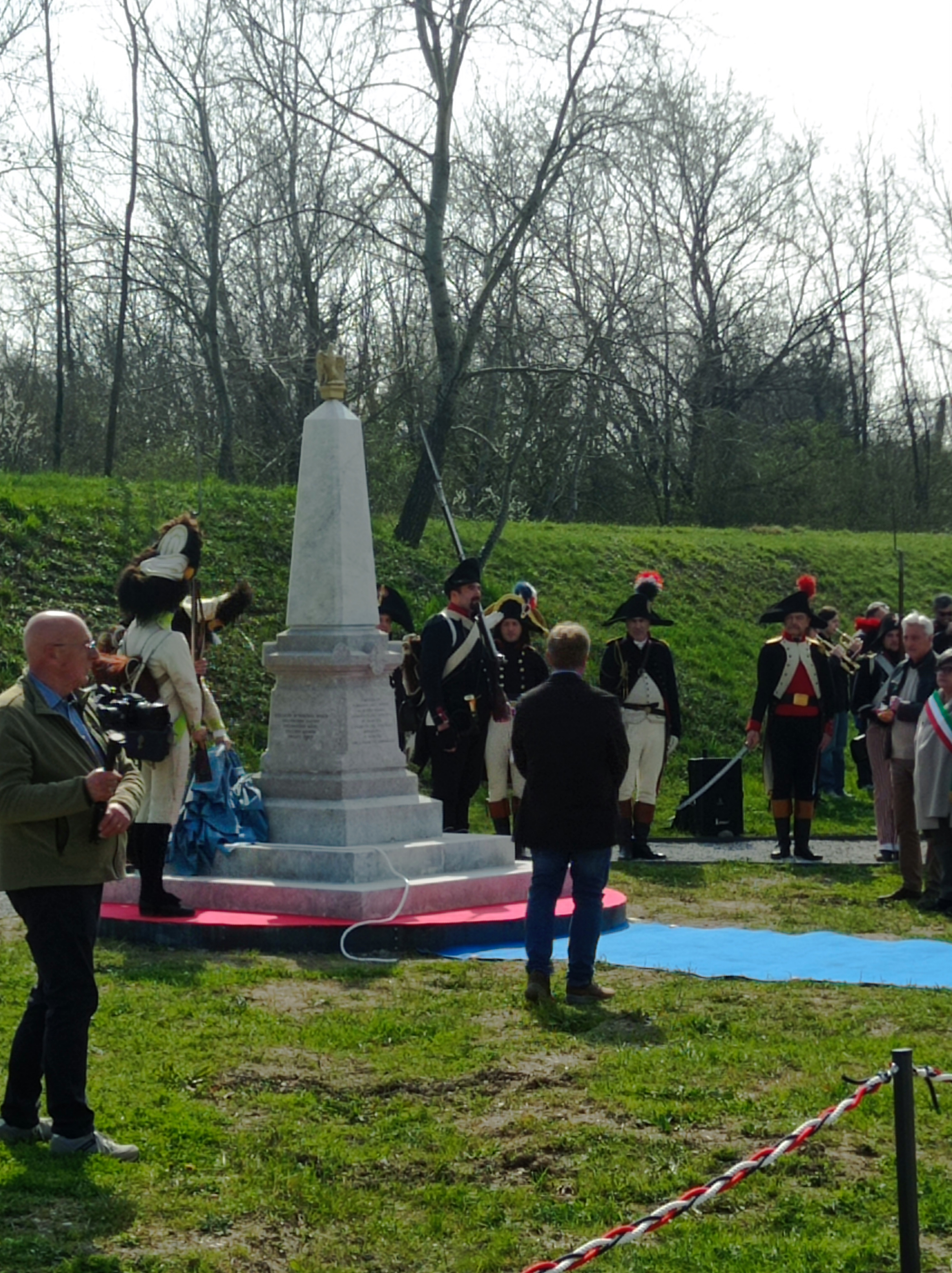
Inaugurazione del monumento a Napoleone a Villesse

Il 17 marzo del 2024, dopo un attento lavoro di ricostruzione storica, l'associazione culturale villessina "I Blaudins" ha ricostruito gli spostamenti delle truppe di Sérurier nel paese, trovando la probabile posizione del guado utilizzato. Un monumento, a ricordo del passaggio, è stato posto sul luogo.
Esiste inoltre un dipinto del paesaggista Giuseppe Pietro Bagetti che raffigura la battaglia.